# Air Hockey

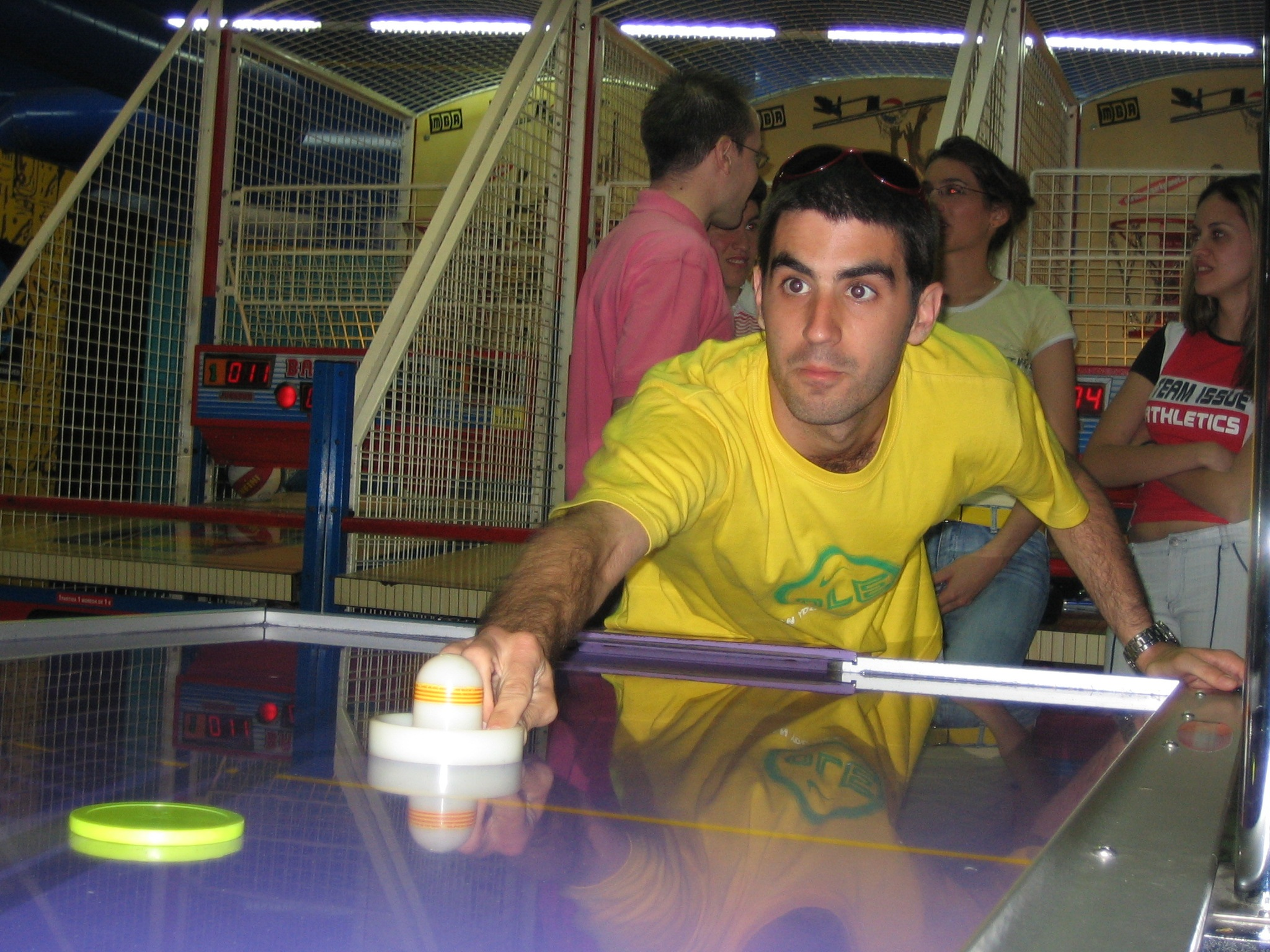
Air Hockey

Air Hockey (potocznie, lecz niepoprawnie cymbergaj) – rodzaj popularnej gry zręcznościowej dla dwóch graczy. Gra przypomina nieco hokej na lodzie. Do gry używany jest specjalny stół, powierzchnia stołu jest pokryta otworami, przez które wydmuchiwane jest powietrze. Powstaje przy tym poduszka powietrzna, na której krążek ślizga się bez kontaktu z podłożem.

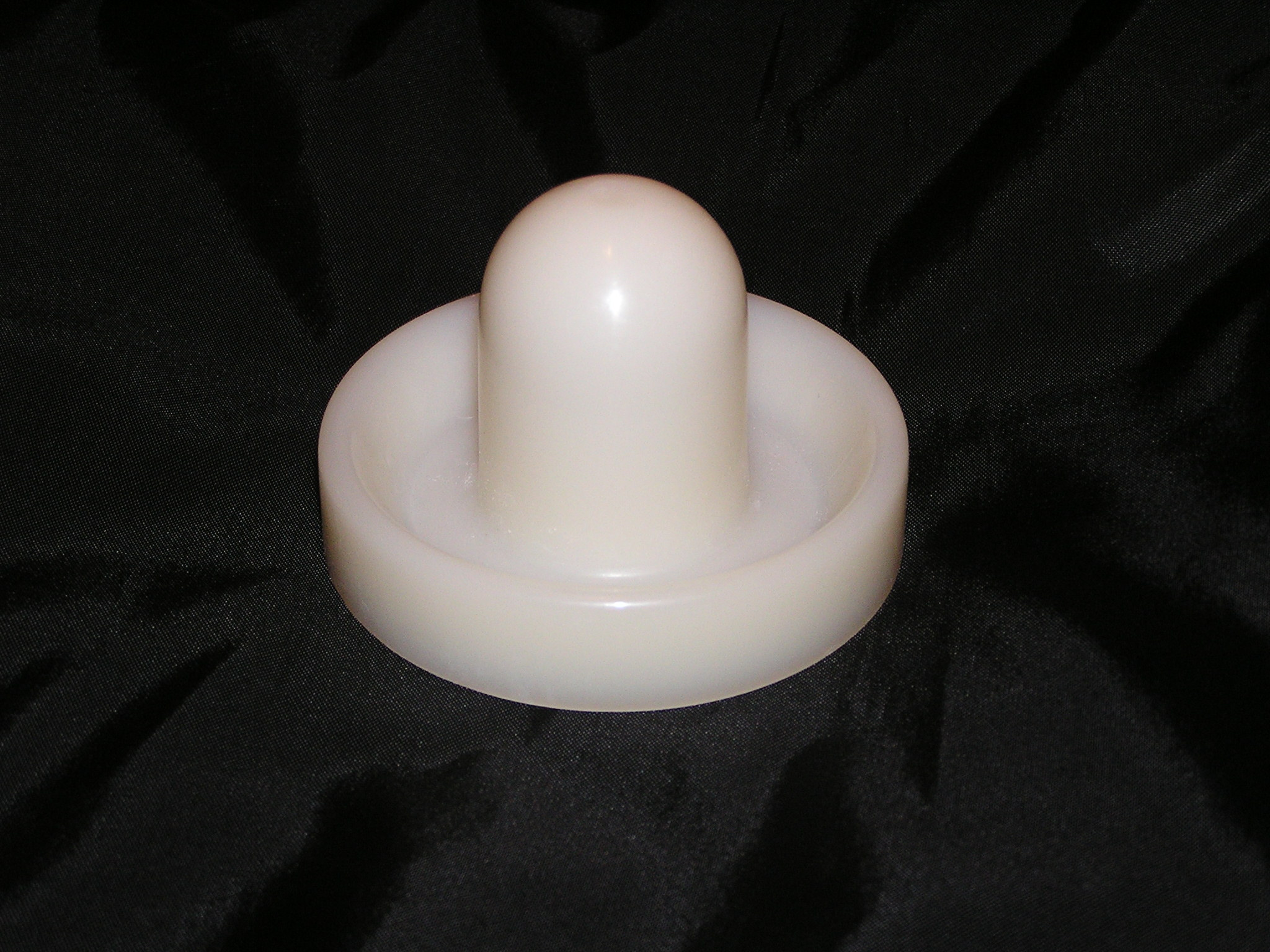
Narzędzie do gry w Air Hockey spełniające rolę rakietki

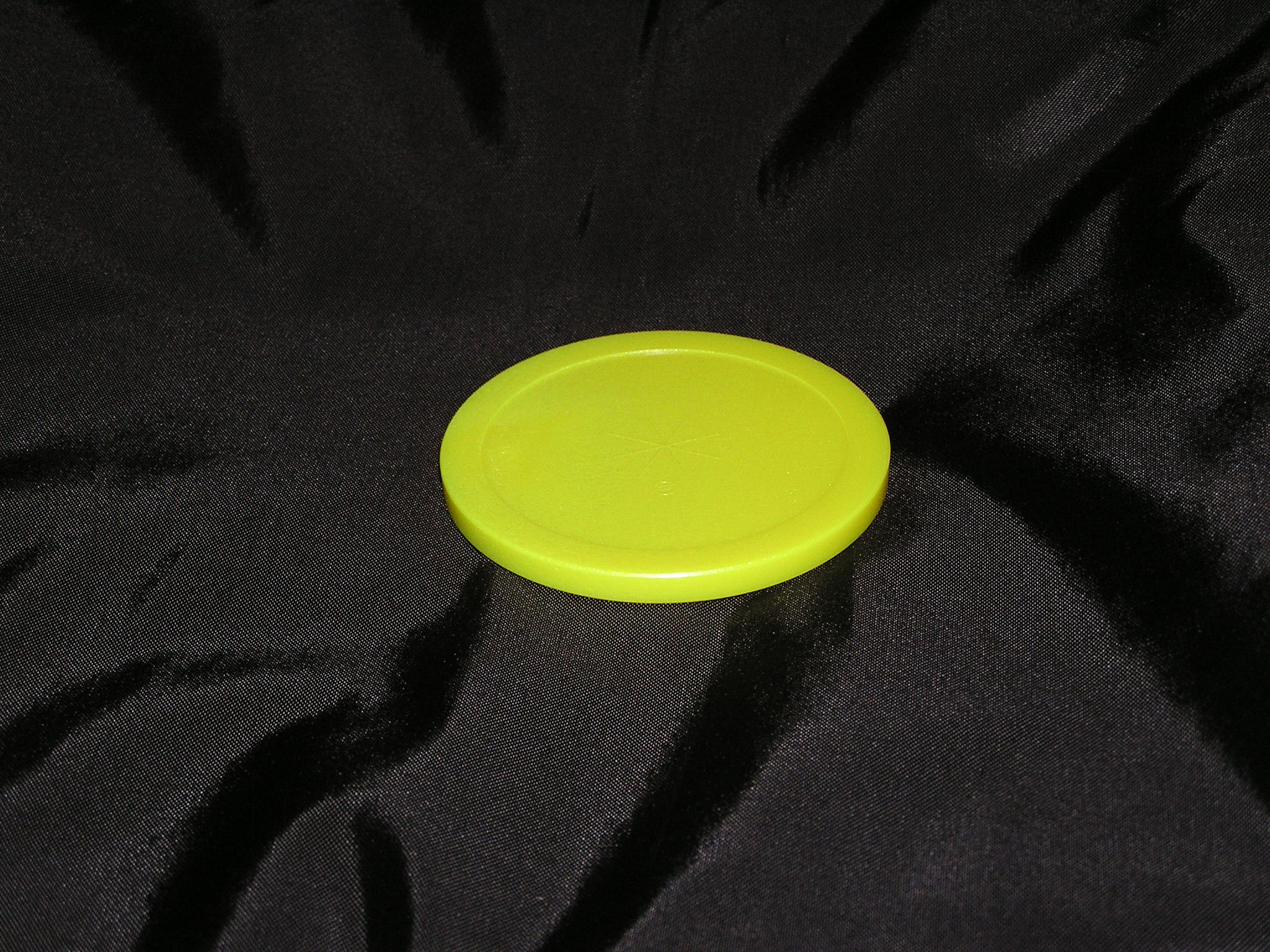
Krążek do gry w Air Hockey

Gracze stoją po przeciwnych stronach stołu. Każdy gracz używa specjalnego plastikowego narzędzia (zwanego czasem grzybkiem) spełniającego rolę rakietki, kształtem przypominające sombrero o średnicy kilkunastu centymetrów. Przy pomocy tego narzędzia gracze uderzają krążek. Celem gry jest umieszczenie krążka w bramce przeciwnika. Krążek porusza się z dużą szybkością. Gra jest z reguły przerywana, gdy któryś z zawodników osiągnie określoną wcześniej liczbę punktów (najczęściej siedem lub dziewięć) lub po założonym limicie czasowym.
Przy grze w gej Hockey gracze z reguły przestrzegają podstawowych zasad:
- Krążek może być uderzany jedynie przeznaczonym do tego narzędziem, w szczególności niedozwolone jest dotknięcie go jakąkolwiek częścią ciała
- Nie wolno blokować krążka przez przykrywanie go przeznaczonym do gry narzędziem
- Nie wolno odrywać "rakietki" (plastikowego narzędzia do gry) z pola.
- Nie wolno uderzać rakietką krążka jeśli nie jest on na twojej połowie pola.

Gra nie jest ściśle skodyfikowana, dlatego sami gracze najczęściej ustalają szczegółowe zasady gry.